# 이정열 (배우)
이정열(1969년 2월 4일~)은 대한민국의 뮤지컬 배우, 가수이다.

## 학력
- 한국외국어대학교 스와힐리어학과 졸업

## 생애
충청남도 아산시 출신으로 한국외국어대학교 스와힐리어과를 졸업했다. 대학 시절에는 아르바이트로 고향의 나이트클럽 무대에 선 적이 있는데 이정열은 그 경험이 뮤지컬 《와이키키 브라더스》 출연 당시 큰 도움이 되었다고 술회했다. 선배들의 추천으로 포크 그룹 노래마을에 합류했으며 연출가 문호근에게 발탁되어 1994년 신동엽의 시를 바탕으로 만든 가극 《금강》으로 데뷔했다. 이후 김민기의 눈에 띄어 1995년 극단 학전의 뮤지컬 《개똥이》에 윤도현과 함께 출연했다. 1996년부터 6년간 4장의 개인 앨범을 발표했으며 2집 수록곡 〈그대 고운 내 사랑〉 등이 주목받았다. 2010년 5월에는 동료 뮤지컬 배우들과 함께 가요 리메이크 프로젝트 음반 〈인터미션〉을 발표했다. 딸 이지민도 뮤지컬 배우로 활약하고 있다. 만화가 박광수의 친구로 KBS 1TV 《낭독의 발견》에 출연한 바 있다.

## 경력

### 앨범
- 1집 On The Ground(1996)
- 2집 Natural(1999)
- 3집 상사화(2000)
- 4집 Fist Love(2012)

### 뮤지컬
- 금강 - 하늬 역
- 개똥이(1995) - 쇠똥구리 할아버지 역
- 대륙의 여인 수천 - 광개토왕 역
- 하드락 카페(2004) - 준 역
- 와이키키 브라더스(2004) - 성우 역
- 와이키키 브라더스(2005) - 성우 역
- 더 씽 어바웃 맨(2005) - 세바스찬 역
- 아이다(2005) - 조세르 역
- 맘마미아(2006) - 해리 역
- 동물원 - 철수 역
- 맘마미아(2007) - 해리 역
- 달려라 하니(2007) - 홍두깨 역
- 노트르담 드 파리(2007) - 클로팽 역
- 노트르담 드 파리(2008) - 클로팽 역
- 햄릿(2008) - 클라우디우스 역
- 삼총사(2009) - 리슐리외 역
- 맘마미아(2009) - 해리 역
- 남한산성(2009) - 정명수 역
- 미스 사이공(2010) - 엔지니어 역
- 삼총사(2010) - 리슐리외 역
- 모차르트!(2011) - 콜로레도 역
- 잭 더 리퍼(2011) - 먼로 역
- 넥스트 투 노멀(2011) - 댄 역
- 삼총사(2011) - 리슐리외 역
- 백야(2012) - 김좌진 역
- 캐치 미 이프 유 캔(2012) - 프랭크 시니어/로저 역
- 모차르트!(2012) - 레오폴트 모차르트 역
- 그날들(2013) - 운영관 역
- 서른즈음에(2016) - 중년 현식 역
- 영웅(2017) - 이토 히로부미 역
- 서편제(2017) - 유봉 역
- 모래시계(2017) - 도식 역
- 그날들(2023) - 운영관 역 (2023.7.12 ~ 2023.9.3 예술의전당 오페라극장)

### 방송
- 불교방송 《이정열의 백팔가요》
- 한국교통방송 《한밤의 교차로 이정열 입니다》

### 드라마
- 2015년 M-net 금요드라마 《칠전팔기 구해라》 ... 구창제 역 (우정출연)
- 2018년 tvN 수목 드라마 《마더》 ... 재범 역
- 2019년 KBS2 드라마 스페셜 《집우집주》 ... 김일선 역
- 2021년 tvN 금토 드라마 《보이스 4》 ... 곽만택 역
- 2021년 tvN 월화 드라마 《하이클래스》 ... 한건영 역
- 2022년 tvN 월화 드라마 《군검사 도베르만》 ... 홍무섭 역
- 2022년 MBC 금토 드라마 《닥터 로이어》 ... 한지혁 역 (특별출연)
- 2023년 tvN 토일 드라마 《마에스트라》 … 박재만 역

### 영화
- 2023년 《교섭》 ... 국방장관 역
- 2024년 《모아나 2》 ... 타마토아 역 (목소리)

## 수상
- 2017년 제6회 예그린뮤지컬어워드 남우조연상 《서편제》